# George Lindsay
Pour les articles homonymes, voir Lindsay.
Pas d'image ? Cliquez ici

a Compétitions nationales et continentales officielles uniquement.

b Matchs officiels uniquement.
 George Campbell Lindsay est un Écossais né en Angleterre le 3 janvier 1863 et décédé le 5 avril 1905. Joueur de rugby à XV, il est sélectionné avec l'équipe d'Écosse.

## Carrière
Il honore sa première sélection avec l'Écosse le 12 janvier 1884 contre le pays de Galles et la dernière contre l'Angleterre, le 5 mars 1887.
Lindsay détient le record du nombre d'essais marqués par un joueur pendant un match du Tournoi, avec cinq unités contre le pays de Galles le 26 février 1887.

## Palmarès
- Quatre sélections avec l'équipe d'Écosse.
- Sélections par année : 1 en 1884, 1 en 1885, 2 en 1887.
- Cinq essais réalisés (tous dans le même match, record du Tournoi qui tient toujours).